# ملاك (ألبوم)
ملاك هو الألبوم الثالث للفنانة رشا رزق بعد ألبومي اللعبة وبيتنا، تم إصداره في عام 2017 وهو من إنتاجها المستقل.
إصدر الألبوم بعد خمس سنوات على سفرها للإقامة بفرنسا لمتابعة الدراسة الفنية والتدريس الجامعي والعمل الموسيقي.
 وكان حفل إطلاق الألبوم في هولندا، في يوم افتتاح «رواق روتردام» الذي يشرف عليه الشاعر والمؤلف السوري، عدنان العودة، والذي شارك أيضاً بكتابة كلمات بعض الأغاني.
ويضم ألبوم «ملاك» تسع أغانٍ، كتبت رشا رزق كلماتها بنفسها، باستثناء أغنيتي «لو أني» و«بيا ولا بيك» للشاعر عدنان العودة. كما قامت رزق بتلحين جميع أغاني الألبوم، وتشاركت في توزيعها مع منتج الألبوم، الموسيقار الجزائري، طارق بن ورقة. ويحمل الألبوم اسم «ملاك» نسبةً لإحدى أغاني الألبوم.
أطلقت رشا كليب مصور لأغنية «سكروا الشبابيك» وقام بأخراجه المخرج الفرنسي مارك أوبين.

## قائمة الأغاني
|   | أسم الأغنية   | المدة | كلمات      | ألحان   |
| - | ------------- | ----- | ---------- | ------- |
| 1 | سكرو الشبابيك | 05:30 | رشا رزق    | رشا رزق |
| 2 | ملاك          | 05:40 | رشا رزق    | رشا رزق |
| 3 | يمكني جنيت    | 04:44 | رشا رزق    | رشا رزق |
| 4 | لو أني        | 06:20 | عدنان عودة | رشا رزق |
| 5 | يا ساكنة      | 05:18 | رشا رزق    | رشا رزق |
| 6 | نسيتني        | 05:38 | رشا رزق    | رشا رزق |
| 7 | بيا ولا بيك   | 03:14 | عدنان عودة | رشا رزق |
| 8 | موعودة        | 05:22 | رشا رزق    | رشا رزق |
| 9 | يا غزالي      | 03:30 | رشا رزق    | رشا رزق |

## وصلات خارجية
«ملاك» رشا رزق يخرج للنور - أذاعة مونت كارلو الدولية
كليب سكرو الشبابيك على يوتيوب